# Campionati mondiali di pattinaggio di figura 2017

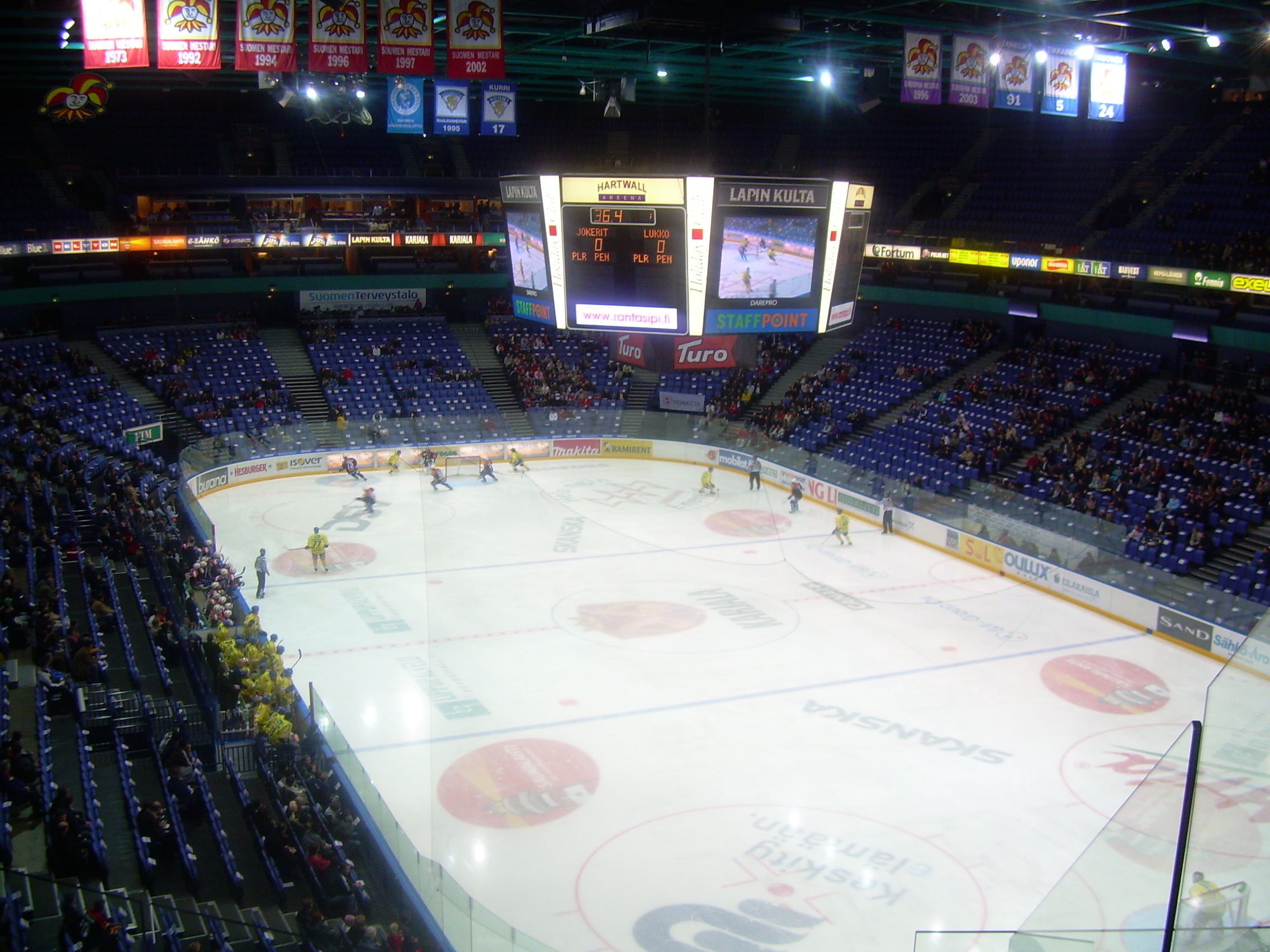
Hartwall-areena durante una partita di hockey

I Campionati mondiali di pattinaggio di figura 2017 sono stati la 107ª edizione della competizione di pattinaggio di figura, valida per la stagione 2016-2017. L'evento, oltre a determinate i qualificati all'edizione successiva, quest'anno ha determinato anche coloro che avranno accesso alle Olimpiadi di Pyeongchang 2018.

## Qualificazioni
Sono stati ammessi a partecipare gli atleti che hanno compiuto 15 anni entro il 1º luglio 2016. La competizione è aperta agli atleti di nazioni consociate all'ISU, che selezionano i partecipanti secondo i propri criteri, rispettando le regole ISU, per le quali gli atleti debbano aver conseguito il punteggio tecnico minimo richiesto ad un evento internazionale prima dei Campionati mondiali, al fine di essere ammessi a partecipare a questo evento.
Le medaglie sono assegnate nelle discipline del singolo maschile, singolo donne, coppie e danza su ghiaccio. L'evento determinerà il numero di partecipanti che ogni nazione potrà inviare ai Campionati mondiali 2018 di Milano.

### Numero di partecipanti per discipline
In base ai risultati del Campionato mondiale 2016, ogni nazione membro dell'ISU può schierare da 1 a 3 partecipanti.
| Posti                                                            | Uomini                                          | Donne                       | Coppie                                   | Danza                      |
| ---------------------------------------------------------------- | ----------------------------------------------- | --------------------------- | ---------------------------------------- | -------------------------- |
| 3                                                                | Giappone                                        | Russia Stati Uniti Giappone | Canada Russia                            | Francia Stati Uniti Canada |
| 2                                                                | Spagna Cina Russia Canada Rep. Ceca Stati Uniti | Canada Cina                 | Cina Germania Stati Uniti Francia Italia | Italia Regno Unito Russia  |
| I Paesi non in lista potranno far partecipare un solo candidato. |                                                 |                             |                                          |                            |

## Partecipanti
La lista completa dei partecipanti è stata pubblicata dall'International Skating Union il 9 marzo 2017.
| Nazione        | Uomini                              | Donne                                            | Coppie                                                                                                   | Danza su ghiaccio                                                                                                  |
| -------------- | ----------------------------------- | ------------------------------------------------ | --- | --- |
| Armenia        | Slavik Hayrapetyan                  | Anastasia Galustyan                              | | Tina Garabedian / Simon Proulx-Sénécal                                                                             |
| Australia      | Brendan Kerry                       | Kailani Craine                                   | Ekaterina Alexandrovskaya / Harley Windsor                                                               | |
| Austria        |                                     | Kerstin Frank                                    | Miriam Ziegler / Severin Kiefer                                                                          | |
| Azerbaigian    | Larry Loupolover                    |                                                  | | Anastasia Galyeta / Avidan Brown                                                                                   |
| Bielorussia    |                                     |                                                  | Tatiana Danilova / Mikalai Kamianchuk                                                                    | Viktoria Kavaliova / Yurii Bieliaiev                                                                               |
| Belgio         | Jorik Hendrickx                     | Loena Hendrickx                                  | | |
| Brasile        |                                     | Isadora Williams                                 | | |
| Canada         | Patrick Chan Kevin Reynolds         | Kaetlyn Osmond Gabrielle Daleman                 | Meagan Duhamel / Eric Radford Liubov Ilyushechkina / Dylan Moscovitch Julianne Séguin / Charlie Bilodeau | Tessa Virtue / Scott Moir Kaitlyn Weaver / Andrew Poje Piper Gilles / Paul Poirier                                 |
| Cina           | Jin Boyang                          | Li Zijun Li Xiangning                            | Sui Wenjing / Han Cong Yu Xiaoyu / Zhang Hao                                                             | Wang Shiyue / Liu Xinyu                                                                                            |
| Taipei cinese  | Chih-I Tsao                         | Amy Lin                                          | | |
| Croazia        | Nicholas Vrdoljak                   |                                                  | Lana Petranović / Antonio Souza-Kordeiru                                                                 | |
| Rep. Ceca      | Michal Březina                      | Michaela Lucie Hanzlíková                        | Anna Dušková / Martin Bidař                                                                              | Nicole Kuzmichova / Alexandr Sinicyn                                                                               |
| Danimarca      |                                     |                                                  | | Laurence Fournier Beaudry / Nikolaj Sørensen                                                                       |
| Estonia        |                                     | Helery Hälvin                                    | | |
| Finlandia      | Valtter Virtanen                    | Emmi Peltonen                                    | Emilia Simonen / Matthew Penasse                                                                         | Cecilia Törn / Jussiville Partanen                                                                                 |
| Francia        | Chafik Besseghier                   | Laurine Lecavelier                               | Vanessa James / Morgan Cipres Lola Esbrat / Andrei Novoselov                                             | Gabriella Papadakis / Guillaume Cizeron Marie-Jade Lauriault / Romain Le Gac Lorenza Alessandrini / Pierre Souquet |
| Georgia        | Moris Qvitelashvili                 |                                                  | | Tatiana Kozmava / Oleksiy Shumsky                                                                                  |
| Germania       | Paul Fentz                          | Nicole Schott                                    | Aliona Savchenko / Bruno Massot Minerva Fabienne Hase / Nolan Seegert                                    | Kavita Lorenz / Joti Polizoakis                                                                                    |
| Ungheria       |                                     | Ivett Tóth                                       | Daria Beklemisheva / Mark Magyar                                                                         | |
| Israele        | Oleksii Bychenko                    |                                                  | | Isabella Tobias / Ilia Tkachenko                                                                                   |
| Italia         | Matteo Rizzo                        | Carolina Kostner                                 | Nicole Della Monica / Matteo Guarise Valentina Marchei / Ondřej Hotárek                                  | Anna Cappellini / Luca Lanotte Charlène Guignard / Marco Fabbri                                                    |
| Giappone       | Yuzuru Hanyū Shōma Uno Keiji Tanaka | Wakaba Higuchi Mai Mihara Rika Hongō             | Sumire Suto / Francis Boudreau Audet                                                                     | Kana Muramoto / Chris Reed                                                                                         |
| Kazakistan     | Denïs Ten                           | Elizabet Tursynbaeva                             | | |
| Lettonia       | Deniss Vasiļjevs                    | Angelīna Kučvaļska                               | | Olga Jakushina / Andrey Nevskiy                                                                                    |
| Lituania       |                                     |                                                  | Goda Butkutė / Nikita Ermolaev                                                                           | Taylor Tran / Saulius Ambrulevičius                                                                                |
| Malaysia       | Julian Zhi Jie Yee                  |                                                  | | |
| Corea del Nord |                                     |                                                  | Ryom Tae-ok / Kim Ju-sik                                                                                 | |
| Norvegia       |                                     | Anne Line Gjersem                                | | |
| Filippine      | Michael Christian Martinez          |                                                  | | |
| Polonia        | Igor Reznichenko                    |                                                  | | Natalia Kaliszek / Maksym Spodyriev                                                                                |
| Russia         | Mikhail Kolyada Maxim Kovtun        | Evgenia Medvedeva Anna Pogorilaya Maria Sotskova | Ksenija Stolbova / Fëdor Klimov Evgenija Tarasova / Vladimir Morozov Natalia Zabiiako / Alexander Enbert | Ekaterina Bobrova / Dmitri Soloviev Alexandra Stepanova / Ivan Bukin                                               |
| Singapore      |                                     | Yu Shuran                                        | | |
| Slovacchia     |                                     | Nicole Rajičová                                  | | |
| Slovenia       |                                     | Daša Grm                                         | | |
| Corea del Sud  | Kim Jin-seo                         | Choi Da-bin                                      | | Yura Min / Alexander Gamelin                                                                                       |
| Spagna         | Javier Fernández López Javier Raya  |                                                  | | Olivia Smart / Adrià Díaz                                                                                          |
| Svezia         | Alexander Majorov                   | Joshi Helgesson                                  | | |
| Svizzera       | Stéphane Walker                     | Yasmine Kimiko Yamada                            | Ioulia Chtchetinina / Noah Scherer                                                                       | |
| Turchia        |                                     |                                                  | | Alisa Agafonova / Alper Uçar                                                                                       |
| Ucraina        | Ivan Pavlov                         | Anna Khnychenkova                                | | Oleksandra Nazarova / Maksym Nikitin                                                                               |
| Regno Unito    | Graham Newberry                     | Natasha McKay                                    | Zoe Jones / Christopher Boyadji                                                                          | Lilah Fear / Lewis Gibson                                                                                          |
| Stati Uniti    | Jason Brown Nathan Chen             | Mariah Bell Karen Chen Ashley Wagner             | Haven Denney / Brandon Frazier Alexa Scimeca Knierim / Chris Knierim                                     | Madison Chock / Evan Bates Madison Hubbell / Zachary Donohue Maia Shibutani / Alex Shibutani                       |
| Uzbekistan     | Misha Ge                            |                                                  | | |

### Atleti rimpiazzati
| Data          | Nazione       | Disciplina        | Iniziale                           | Rimpiazzo    |
| ------------- | ------------- | ----------------- | ---------------------------------- | ------------ |
| 10 marzo 2017 | Cina          | Donne             | Zhao Ziquan                        | Li Xiangning |
| 13 marzo 2017 | Slovacchia    | Danza su ghiaccio | Lucie Myslivečková / Lukáš Csölley | Nessuno      |
| 17 marzo 2017 | Italia        | Uomini            | Ivan Righini                       | Matteo Rizzo |
| 17 marzo 2017 | Corea del Sud | Coppie            | Ji Min-ji / Themistocles Leftheris | Nessuno      |
| 20 marzo 2017 | Giappone      | Donne             | Satoko Miyahara                    | Rika Hongō   |
| 24 marzo 2017 | Paesi Bassi   | Donne             | Niki Wories                        | Nessuno      |
| 25 marzo 2017 | Cina          | Uomini            | Yan Han                            | Nessuno      |

## Risultati

### Uomini

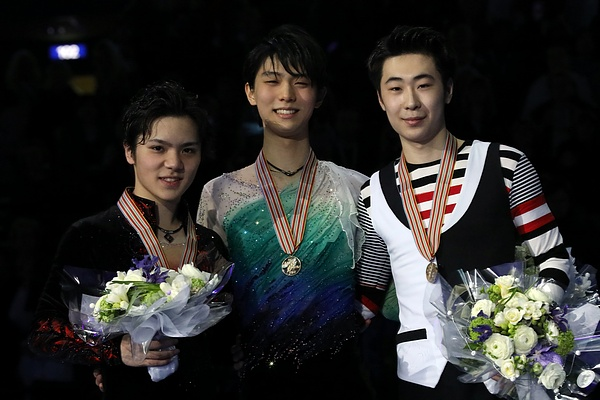
Il podio. Da sinistra Shōma Uno (argento), Yuzuru Hanyū (oro) e Jin Boyang (bronzo)

Yuzuru Hanyū ha segnato un nuovo record del mondo nel punteggio del programma libero, 223.20 punti.
| Posizione                       | Nome                       | Nazione       | Punteggio totale | Programma corto | Programma corto | Programma libero | Programma libero |
| ------------------------------- | -------------------------- | ------------- | ---------------- | --------------- | --------------- | ---------------- | ---------------- |
| 1                               | Yuzuru Hanyū               | Giappone      | 321.59           | 5               | 98.39           | 1                | 223.20           |
| 2                               | Shōma Uno                  | Giappone      | 319.31           | 2               | 104.86          | 2                | 214.45           |
| 3                               | Jin Boyang                 | Cina          | 303.58           | 4               | 98.64           | 3                | 204.94           |
| 4                               | Javier Fernández López     | Spagna        | 301.19           | 1               | 109.05          | 6                | 192.14           |
| 5                               | Patrick Chan               | Canada        | 295.16           | 3               | 102.13          | 5                | 193.03           |
| 6                               | Nathan Chen                | Stati Uniti   | 290.72           | 6               | 97.33           | 4                | 193.39           |
| 7                               | Jason Brown                | Stati Uniti   | 269.57           | 8               | 93.10           | 7                | 176.47           |
| 8                               | Mikhail Kolyada            | Russia        | 257.47           | 7               | 93.28           | 9                | 164.19           |
| 9                               | Kevin Reynolds             | Canada        | 253.84           | 12              | 84.44           | 8                | 169.40           |
| 10                              | Alexei Bychenko            | Israele       | 245.96           | 11              | 85.28           | 12               | 160.68           |
| 11                              | Maxim Kovtun               | Russia        | 245.84           | 10              | 89.38           | 14               | 156.46           |
| 12                              | Misha Ge                   | Uzbekistan    | 243.45           | 16              | 79.91           | 10               | 163.54           |
| 13                              | Moris Qvitelashvili        | Georgia       | 239.24           | 19              | 76.34           | 11               | 162.90           |
| 14                              | Deniss Vasiļjevs           | Lettonia      | 239.00           | 14              | 81.73           | 13               | 157.27           |
| 15                              | Brendan Kerry              | Australia     | 236.24           | 13              | 83.11           | 15               | 153.13           |
| 16                              | Denïs Ten                  | Kazakistan    | 234.31           | 9               | 90.18           | 20               | 144.13           |
| 17                              | Chafik Besseghier          | Francia       | 230.13           | 17              | 78.82           | 16               | 151.31           |
| 18                              | Michal Březina             | Rep. Ceca     | 226.26           | 15              | 80.02           | 18               | 146.24           |
| 19                              | Keiji Tanaka               | Giappone      | 222.34           | 22              | 73.45           | 17               | 148.89           |
| 20                              | Paul Fentz                 | Germania      | 217.91           | 20              | 73.89           | 22               | 144.02           |
| 21                              | Jorik Hendrickx            | Belgio        | 214.02           | 21              | 73.68           | 21               | 140.34           |
| 22                              | Julian Zhi Jie Yee         | Malaysia      | 213.99           | 23              | 69.74           | 19               | 144.25           |
| 23                              | Alexander Majorov          | Svezia        | 205.04           | 18              | 77.23           | 23               | 127.81           |
| 24                              | Michael Christian Martinez | Filippine     | 196.79           | 24              | 69.32           | 24               | 127.47           |
| Non ammessi al programma libero |                            |               |                  |                 |                 |                  |                  |
| 25                              | Ivan Pavlov                | Ucraina       | 69.26            | 25              | 69.26           | N.D.             | N.D.             |
| 26                              | Kim Jin-seo                | Corea del Sud | 68.66            | 26              | 68.66           | N.D.             | N.D.             |
| 27                              | Javier Raya                | Spagna        | 66.88            | 27              | 66.88           | N.D.             | N.D.             |
| 28                              | Stéphane Walker            | Svizzera      | 64.04            | 28              | 64.04           | N.D.             | N.D.             |
| 29                              | Igor Reznichenko           | Polonia       | 63.88            | 29              | 63.88           | N.D.             | N.D.             |
| 30                              | Matteo Rizzo               | Italia        | 63.14            | 30              | 63.14           | N.D.             | N.D.             |
| 31                              | Graham Newberry            | Regno Unito   | 62.04            | 31              | 62.04           | N.D.             | N.D.             |
| 32                              | Chih-I Tsao                | Taipei cinese | 61.52            | 32              | 61.52           | N.D.             | N.D.             |
| 33                              | Valtter Virtanen           | Finlandia     | 59.45            | 33              | 59.45           | N.D.             | N.D.             |
| 34                              | Nicholas Vrdoljak          | Croazia       | 57.28            | 34              | 57.28           | N.D.             | N.D.             |
| 35                              | Slavik Hayrapetyan         | Armenia       | 57.14            | 35              | 57.14           | N.D.             | N.D.             |
| 36                              | Larry Loupolover           | Azerbaigian   | 38.97            | 36              | 38.97           | N.D.             | N.D.             |

### Donne

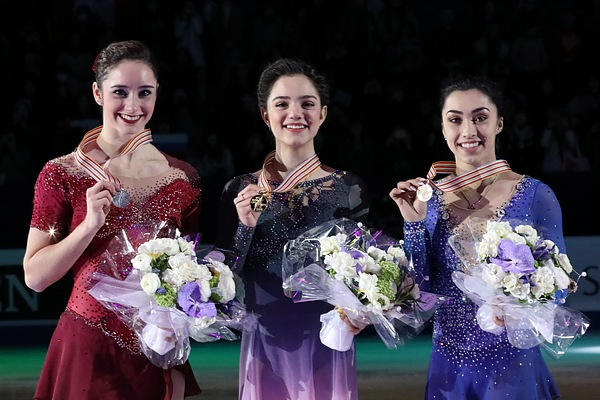
Il podio. Da sinistra Kaetlyn Osmond (argento), Evgenia Medvedeva (oro) e Gabrielle Daleman (bronzo)

| 1                               | Evgenia Medvedeva         | Russia        | 233.41 | 1  | 79.01 | 1    | 154.40 |
| 2                               | Kaetlyn Osmond            | Canada        | 218.13 | 2  | 75.98 | 2    | 142.15 |
| 3                               | Gabrielle Daleman         | Canada        | 213.52 | 3  | 72.19 | 3    | 141.33 |
| 4                               | Karen Chen                | Stati Uniti   | 199.29 | 5  | 69.98 | 6    | 129.31 |
| 5                               | Mai Mihara                | Giappone      | 197.88 | 15 | 59.59 | 4    | 138.29 |
| 6                               | Carolina Kostner          | Italia        | 196.83 | 8  | 66.33 | 5    | 130.50 |
| 7                               | Ashley Wagner             | Stati Uniti   | 193.54 | 7  | 69.04 | 10   | 124.50 |
| 8                               | Maria Sotskova            | Russia        | 192.20 | 6  | 69.76 | 11   | 122.44 |
| 9                               | Elizabet Tursynbaeva      | Kazakistan    | 191.99 | 10 | 65.48 | 8    | 126.51 |
| 10                              | Choi Da-bin               | Corea del Sud | 191.11 | 11 | 62.66 | 7    | 128.45 |
| 11                              | Wakaba Higuchi            | Giappone      | 188.05 | 9  | 65.87 | 12   | 122.18 |
| 12                              | Mariah Bell               | Stati Uniti   | 187.23 | 13 | 61.02 | 9    | 126.21 |
| 13                              | Anna Pogorilaya           | Russia        | 183.37 | 4  | 71.52 | 15   | 111.85 |
| 14                              | Li Xiangning              | Cina          | 175.37 | 16 | 58.28 | 13   | 117.09 |
| 15                              | Loena Hendrickx           | Belgio        | 172.82 | 17 | 57.54 | 14   | 115.28 |
| 16                              | Rika Hongō                | Giappone      | 169.83 | 12 | 62.55 | 18   | 107.28 |
| 17                              | Nicole Rajičová           | Slovacchia    | 165.55 | 18 | 57.08 | 16   | 108.47 |
| 18                              | Laurine Lecavelier        | Francia       | 162.99 | 22 | 55.49 | 17   | 107.50 |
| 19                              | Nicole Schott             | Germania      | 161.41 | 24 | 54.83 | 19   | 106.58 |
| 20                              | Ivett Tóth                | Ungheria      | 160.77 | 14 | 61.00 | 21   | 99.77  |
| 21                              | Li Zijun                  | Cina          | 159.80 | 20 | 56.30 | 20   | 103.50 |
| 22                              | Angelīna Kučvaļska        | Lettonia      | 155.02 | 21 | 55.92 | 22   | 99.10  |
| 23                              | Anastasia Galustyan       | Armenia       | 153.47 | 23 | 55.20 | 23   | 98.27  |
| 24                              | Kailani Craine            | Australia     | 152.94 | 19 | 56.97 | 24   | 95.97  |
| Non ammesse al programma libero |                           |               |        |    |       |      |        |
| 25                              | Yu Shuran                 | Singapore     | 52.87  | 25 | 52.87 | N.D. | N.D.   |
| 26                              | Joshi Helgesson           | Svezia        | 52.07  | 26 | 52.07 | N.D. | N.D.   |
| 27                              | Helery Hälvin             | Estonia       | 51.94  | 27 | 51.94 | N.D. | N.D.   |
| 28                              | Amy Lin                   | Taipei cinese | 51.86  | 28 | 51.86 | N.D. | N.D.   |
| 29                              | Emmi Peltonen             | Finlandia     | 50.74  | 29 | 50.74 | N.D. | N.D.   |
| 30                              | Isadora Williams          | Brasile       | 50.65  | 30 | 50.65 | N.D. | N.D.   |
| 31                              | Kerstin Frank             | Austria       | 50.54  | 31 | 50.54 | N.D. | N.D.   |
| 32                              | Natasha McKay             | Regno Unito   | 50.10  | 32 | 50.10 | N.D. | N.D.   |
| 33                              | Yasmine Kimiko Yamada     | Svizzera      | 47.86  | 33 | 47.86 | N.D. | N.D.   |
| 34                              | Anne Line Gjersem         | Norvegia      | 46.99  | 34 | 46.99 | N.D. | N.D.   |
| 35                              | Anna Khnychenkova         | Ucraina       | 46.98  | 35 | 46.98 | N.D. | N.D.   |
| 36                              | Daša Grm                  | Slovenia      | 46.63  | 36 | 46.63 | N.D. | N.D.   |
| 37                              | Michaela Lucie Hanzlíková | Rep. Ceca     | 32.21  | 37 | 32.21 | N.D. | N.D.   |

### Coppie

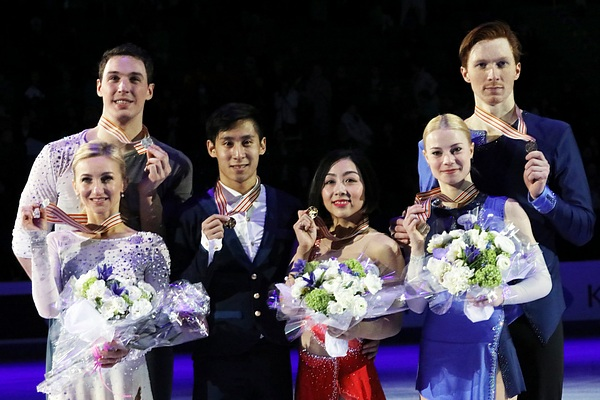
Il podio. Da sinistra Aliona Savchenko / Bruno Massot (argento), Sui Wenjing / Han Cong (oro) e Evgenija Tarasova / Vladimir Morozov (bronzo)

| 1                               | Sui Wenjing / Han Cong                     | Cina           | 232.06 | 1  | 81.23 | 1    | 150.83 |
| 2                               | Aliona Savchenko / Bruno Massot            | Germania       | 230.30 | 2  | 79.84 | 2    | 150.46 |
| 3                               | Evgenija Tarasova / Vladimir Morozov       | Russia         | 219.03 | 3  | 79.37 | 4    | 139.66 |
| 4                               | Yu Xiaoyu / Zhang Hao                      | Cina           | 211.51 | 4  | 75.23 | 5    | 136.28 |
| 5                               | Ksenija Stolbova / Fëdor Klimov            | Russia         | 206.72 | 13 | 65.69 | 3    | 141.03 |
| 6                               | Liubov Ilyushechkina / Dylan Moscovitch    | Canada         | 206.19 | 6  | 73.14 | 8    | 133.05 |
| 7                               | Meagan Duhamel / Eric Radford              | Canada         | 206.06 | 7  | 72.67 | 7    | 133.39 |
| 8                               | Vanessa James / Morgan Cipres              | Francia        | 204.68 | 10 | 70.10 | 6    | 134.58 |
| 9                               | Valentina Marchei / Ondřej Hotárek         | Italia         | 203.92 | 9  | 71.04 | 9    | 132.88 |
| 10                              | Alexa Scimeca Knierim / Chris Knierim      | Stati Uniti    | 202.37 | 8  | 72.17 | 11   | 130.20 |
| 11                              | Julianne Séguin / Charlie Bilodeau         | Canada         | 198.21 | 12 | 66.31 | 10   | 131.90 |
| 12                              | Natalia Zabiiako / Alexander Enbert        | Russia         | 192.54 | 5  | 74.26 | 13   | 118.28 |
| 13                              | Nicole Della Monica / Matteo Guarise       | Italia         | 192.02 | 11 | 70.08 | 12   | 121.94 |
| 14                              | Anna Dušková / Martin Bidař                | Rep. Ceca      | 179.70 | 15 | 63.36 | 14   | 116.34 |
| 15                              | Ryom Tae-ok / Kim Ju-sik                   | Corea del Nord | 169.65 | 14 | 64.52 | 15   | 105.13 |
| 16                              | Ekaterina Alexandrovskaya / Harley Windsor | Australia      | 164.10 | 16 | 62.03 | 16   | 102.07 |
| Non ammessi al programma libero |                                            |                |        |    |       |      |        |
| 17                              | Sumire Suto / Francis Boudreau Audet       | Giappone       | 61.70  | 17 | 61.70 | N.D. | N.D.   |
| 18                              | Miriam Ziegler / Severin Kiefer            | Austria        | 61.01  | 18 | 61.01 | N.D. | N.D.   |
| 19                              | Minerva Fabienne Hase / Nolan Seegert      | Germania       | 59.76  | 19 | 59.76 | N.D. | N.D.   |
| 20                              | Haven Denney / Brandon Frazier             | Stati Uniti    | 56.23  | 20 | 56.23 | N.D. | N.D.   |
| 21                              | Lana Petranović / Antonio Souza-Kordeiru   | Croazia        | 52.83  | 21 | 52.83 | N.D. | N.D.   |
| 22                              | Goda Butkutė / Nikita Ermolaev             | Lituania       | 52.49  | 22 | 52.49 | N.D. | N.D.   |
| 23                              | Tatiana Danilova / Mikalai Kamianchuk      | Bielorussia    | 51.79  | 23 | 51.79 | N.D. | N.D.   |
| 24                              | Daria Beklemisheva / Mark Magyar           | Ungheria       | 45.96  | 24 | 45.96 | N.D. | N.D.   |
| 25                              | Emilia Simonen / Matthew Penasse           | Finlandia      | 45.49  | 25 | 45.49 | N.D. | N.D.   |
| 26                              | Zoe Jones / Christopher Boyadji            | Regno Unito    | 44.33  | 26 | 44.33 | N.D. | N.D.   |
| 27                              | Lola Esbrat / Andrei Novoselov             | Francia        | 43.78  | 27 | 43.78 | N.D. | N.D.   |
| 28                              | Ioulia Chtchetinina / Noah Scherer         | Svizzera       | 40.50  | 28 | 40.50 | N.D. | N.D.   |

### Danza su ghiaccio

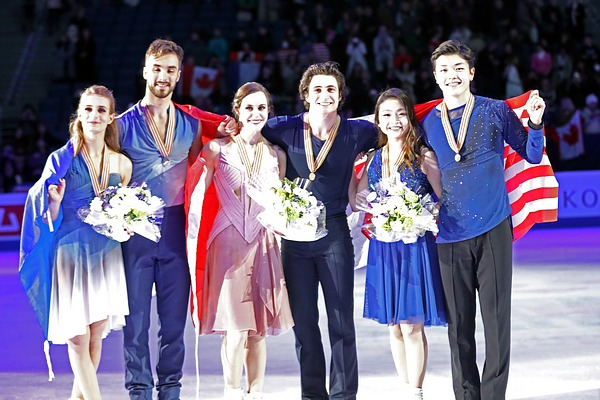
Il podio. Da sinistra Gabriella Papadakis / Guillaume Cizeron (argento), Tessa Virtue / Scott Moir (oro) e Maia Shibutani / Alex Shibutani (bronzo)

| 1                               | Tessa Virtue / Scott Moir                    | Canada        | 198.62 | 1  | 82.43 | 2    | 116.19 |
| 2                               | Gabriella Papadakis / Guillaume Cizeron      | Francia       | 196.04 | 2  | 76.89 | 1    | 119.15 |
| 3                               | Maia Shibutani / Alex Shibutani              | Stati Uniti   | 185.18 | 5  | 74.88 | 4    | 110.30 |
| 4                               | Kaitlyn Weaver / Andrew Poje                 | Canada        | 184.81 | 6  | 74.84 | 6    | 109.97 |
| 5                               | Ekaterina Bobrova / Dmitri Soloviev          | Russia        | 184.06 | 8  | 73.54 | 3    | 110.52 |
| 6                               | Anna Cappellini / Luca Lanotte               | Italia        | 183.73 | 7  | 73.70 | 5    | 110.03 |
| 7                               | Madison Chock / Evan Bates                   | Stati Uniti   | 182.04 | 4  | 76.25 | 8    | 105.79 |
| 8                               | Piper Gilles / Paul Poirier                  | Canada        | 178.99 | 9  | 72.83 | 7    | 106.16 |
| 9                               | Madison Hubbell / Zachary Donohue            | Stati Uniti   | 177.70 | 3  | 76.53 | 10   | 101.17 |
| 10                              | Alexandra Stepanova / Ivan Bukin             | Russia        | 174.70 | 10 | 69.07 | 9    | 105.63 |
| 11                              | Charlène Guignard / Marco Fabbri             | Italia        | 165.68 | 11 | 67.56 | 11   | 98.12  |
| 12                              | Isabella Tobias / Ilia Tkachenko             | Israele       | 162.63 | 12 | 66.27 | 12   | 96.36  |
| 13                              | Laurence Fournier Beaudry / Nikolaj Sørensen | Danimarca     | 159.53 | 13 | 66.05 | 14   | 93.48  |
| 14                              | Natalia Kaliszek / Maksym Spodyriev          | Polonia       | 157.15 | 15 | 63.37 | 13   | 93.78  |
| 15                              | Oleksandra Nazarova / Maksym Nikitin         | Ucraina       | 155.35 | 14 | 63.86 | 15   | 91.49  |
| 16                              | Wang Shiyue / Liu Xinyu                      | Cina          | 150.25 | 18 | 60.77 | 16   | 89.48  |
| 17                              | Alisa Agafonova / Alper Uçar                 | Turchia       | 146.89 | 17 | 60.80 | 17   | 86.09  |
| 18                              | Olivia Smart / Adrià Díaz                    | Spagna        | 145.61 | 16 | 60.93 | 19   | 84.68  |
| 19                              | Kavita Lorenz / Joti Polizoakis              | Germania      | 142.86 | 20 | 57.10 | 18   | 85.76  |
| 20                              | Yura Min / Alexander Gamelin                 | Corea del Sud | 136.71 | 19 | 57.47 | 20   | 79.24  |
| Non ammessi al programma libero |                                              |               |        |    |       |      |        |
| 21                              | Marie-Jade Lauriault / Romain Le Gac         | Francia       | 56.43  | 21 | 56.43 | N.D. | N.D.   |
| 22                              | Lilah Fear / Lewis Gibson                    | Regno Unito   | 54.82  | 22 | 54.82 | N.D. | N.D.   |
| 23                              | Kana Muramoto / Chris Reed                   | Giappone      | 54.68  | 23 | 54.68 | N.D. | N.D.   |
| 24                              | Cecilia Törn / Jussiville Partanen           | Finlandia     | 52.22  | 24 | 52.22 | N.D. | N.D.   |
| 25                              | Tina Garabedian / Simon Proulx-Sénécal       | Armenia       | 51.39  | 25 | 51.39 | N.D. | N.D.   |
| 26                              | Nicole Kuzmichova / Alexandr Sinicyn         | Lituania      | 51.02  | 26 | 51.02 | N.D. | N.D.   |
| 27                              | Viktoria Kavaliova / Yurii Bieliaiev         | Bielorussia   | 49.73  | 27 | 49.73 | N.D. | N.D.   |
| 28                              | Lorenza Alessandrini / Pierre Souquet        | Francia       | 49.51  | 28 | 49.51 | N.D. | N.D.   |
| 29                              | Olga Jakushina / Andrey Nevskiy              | Lettonia      | 48.26  | 29 | 48.26 | N.D. | N.D.   |
| 30                              | Taylor Tran / Saulius Ambrulevičius          | Lituania      | 46.14  | 30 | 46.14 | N.D. | N.D.   |
| 31                              | Anastasia Galyeta / Avidan Brown             | Azerbaigian   | 45.58  | 31 | 45.58 | N.D. | N.D.   |
| 32                              | Tatiana Kozmava / Oleksiy Shumsky            | Georgia       | 42.71  | 32 | 42.71 | N.D. | N.D.   |